# Auribeau-sur-Siagne
Auribeau-sur-Siagne – miejscowość i gmina we Francji, w regionie Prowansja-Alpy-Lazurowe Wybrzeże, w departamencie Alpy Nadmorskie.
Według danych na rok 1990 gminę zamieszkiwały 2072 osoby, a gęstość zaludnienia wynosiła 378 osób/km² (wśród 963 gmin regionu Prowansja-Alpy-W. Lazurowe Auribeau-sur-Siagne plasuje się na 263. miejscu pod względem liczby ludności, natomiast pod względem powierzchni na miejscu 793.).